# Вароне, Филип
Фили́п Варо́не (англ. Filip Varone; род. 4 декабря 1990, Вон, Онтарио) — канадский хоккеист, нападающий «Дюссельдорфа».

## Клубная карьера
Вароне провёл свои юношеские годы в Хоккейной лиге Онтарио в период с 2006 по 2011 год, выступая за команды — «Китченер Рейнджерс», «Лондон Найтс» и «Эри Оттерс», набрав 230 (78+152) очков в 228 матчах. В 2009 году он был выбран клубом «Сан-Хосе Шаркс» на драфте НХЛ в пятом раунде под общим 147-м номером. К июлю 2011 года «Сан-Хосе» не подписали с Вароне контракт, что сделало его свободным агентом. В сентябре 2011 года он подписал однолетний контракт с «Рочестер Американс» из Американской хоккейной лиги. 20 марта 2012 года подписал трёхлетний контракт начального уровня с командой Национальной хоккейной лиги «Баффало Сейбрз». Сезоны 2011/12 и 2012/13 канадец провёл полностью в АХЛ за «Рочестер Американс». 23 января 2014 года был впервые вызван в команду НХЛ. На следующий день Вароне дебютировал в лиге в матче против «Каролины Харрикейнз» (3:5), в котором также заработал своё первое очко в НХЛ отдав голевую передачу. 28 января 2014 года забросил свою первую шайбу за «Баффало Сейбрз» в матче против «Вашингтон Кэпиталз» (4:5).
27 февраля 2016 года в результате обмена стал игроком «Оттавы Сенаторз». После перехода начал выступать за фарм-клуб «Бингемтон Сенаторз» в АХЛ. 9 апреля 2016 года Вароне был вызван в «Оттаву» на последнюю игру сезона, в которой записал на свой счёт голевую передачу. В сезоне 2016/17 выступал за «Бингемтон», где провёл 65 матчей и набрал 51 (15+36) очко, также провёл семь матчей в НХЛ за «Оттаву». 1 июля 2017 года, покинув «Сенаторз» в качестве свободного агента, Вароне подписал двухлетний двусторонний контракт с «Филадельфией Флайерз». Сезон 2017/18 полностью провёл за «Лихай Вэлли Фантомс» в АХЛ, набрав 73 (23+50) очка в 81 матче и по итогам сезона был назван самым ценным игроком АХЛ. 7 декабря 2018 года «Флайерз» вызвал Вароне, он дебютировал за клуб 8 декабря 2018 года в матче против «Баффало Сейбрз», а первую шайбу забросил 22 декабря 2018 года в матче против «Коламбус Блю Джекетс».
3 июля 2019 года будучи свободным агентом подписал двусторонний контракт с «Монреаль Канадиенс» на один год. Однако весь сезон провёл в фарм-клубе в АХЛ — «Лаваль Рокет», набрав 14 очков в 27 матчах. 20 февраля 2020 года был обменян в «Питтсбург Пингвинз», где начал выступать за «Уилкс-Барре/Скрантон Пингвинз» в АХЛ. Поскольку сезон 2020/21 в Северной Америке был отложен из-за пандемии COVID-19, Вароне в качестве свободного агента решил впервые в своей карьере подписать контракт за границей, присоединившись 26 октября 2020 года к казахстанскому клубу из Континентальной хоккейной лиги — «Барыс», подписав контракт до 30 апреля 2021 года. В сезоне 2020/21 провёл 46 матчей, в которых набрал 27 (10+17) очков. По окончании контракта покинул «Барыс».
7 июля 2021 года подписал однолетний контракт с «Лозанной», выступающей в Швейцарской национальной лиге. 17 ноября 2021 года Вароне расторг контракт с «Лозанной» и подписал контракт с «Берном» до конца сезона. В сезоне 2021/22 провёл 42 матча, в которых набрал 25 (8+17) очков. 21 июля 2022 года перешёл в московский «Спартак», выступающий в КХЛ, подписав контракт до 30 апреля 2023 года. В сезоне 2022/23 сыграл 57 матчей, в которых набрал 30 (15+15) очков. 10 июня 2023 года перешёл в «Дюссельдорф», заключив контракт на один сезон.

## Достижения
- Лучший ассистент среди новичков АХЛ: 2011/12
- Участник Матча звёзд АХЛ: 2015
- Самый ценный игрок сезона АХЛ: 2017/18
- Включение в первую сборная звёзд АХЛ: 2017/18

## Статистика
| Легенда | Легенда                    | Легенда | Легенда                   | Легенда | Легенда    |
| ------- | -------------------------- | ------- | ------------------------- | ------- | ---------- |
| И       | Количество проведённых игр | Штр     | Штрафное время            | +/−     | Плюс-минус |
| Г       | Голы                       | П       | Голевые передачи          | О       | Очки       |
| -       | Статистика неизвестна      | —       | Статистика не учитывалась |         |            |